# Шифф, Зеэв
Зеэв Шифф (Шиф; ивр. זאב שיף‎) (1 июля 1932 / 1933, Франция — 19 июня 2007, Тель-Авив, Израиль) — израильский журналист и писатель, военный корреспондент газеты «Хаарец».

## Биография
Родители Шиффа были выходцами из Польши; в 1935 году семья переехала из Франции в подмандатную Палестину. Учился в государственной религиозной школе, затем в гимназии «Герцлия» в Тель-Авиве. В начале 1950-х служил в качестве офицера спецподразделения войсковой разведки, затем учился в Тель-Авивском университете (Ближний Восток, военная история).

## Работа
В 1955 начал работать в газете «Хаарец», как корреспондент по северу Израиля, с 1960 - военный корреспондент. По заданию газеты был во Вьетнаме, Советском Союзе, на Кипре и Эфиопии.
В 1977 он вел первые теледебаты между кандидатами на пост премьер-министра между Ш. Пересом и М. Бегиным; он был единственным журналистом, на которого были согласны оба кандидата.
В 1984 был избран старшим научным сотрудником Фонда Карнеги. Был председателем Союза военных писателей Израиля, научным сотрудником Вашингтонского института ближневосточной политики (англ.), и научным сотрудником по вопросам мира и безопасности в Институте общественной политики Джеймса А. Бейкера при университете Райс (англ. ) в Хьюстоне (Техас).

## Награды
(по )
- 1960 : премия им. Амоса Льва за работу в журналистике.
- 1969 : премия им. Рубинштейна за лучшее интервью.
- 1975 : премия им. Соколова[9] за книгу «Землетрясение в октябре».
- 1980 : премия им. Т.Лурье
- 1982 : премия им. А.Шагрир
- 1983 : премии «Управления по вещанию»[10] «Журналист года» и им.Х.Херцога «За выдающиеся достижения на благо Израиля».

## Книги
Его книги издавались в США, Франции, были переведены на несколько языков, включая русский и арабский.
- Schiff, Zeev. Israel-Syria negotiations: Lessons learned, 1993-1996  Washington, DC: Washington Institute for Near East Policy. (Book , Vol. 46 in a series/set ) (1997)
- Schiff, Zeev; Khālidåi, Aòhmad.; Āghā, òHusayn.; Constable, Peter D..  Common ground on redeployment of Israeli forces in the West Bank: A regional dialogue  Washington, DC, USA 1601 Connecticut Ave., NW, Suite 200, Washington 20009: Search for Common Ground. (Book, Edited , Vol. 3 in a series/set ) (1994)
- Schiff, Zeev.  Peace with security: Israel's minimal security requirements in negotiations with Syria  Washington, D.C.: Washington Institute for Near East Policy. (Book , Vol. 34 in a series/set ) (1993)
- Schiff, Zeev. The Saladin Syndrome: Lessons from the Gulf War  Cambridge, Mass.: International Security Program, American Academy of Arts and Sciences. (Book , Vol. 8 in a series/set ) (1991)
- Schiff, Zeev; Yaari, Ehud.; Friedman, Ina.  Intifada: The Palestinian uprising—Israel's third front  New York: Simon and Schuster. (1990), New York: Simon & Schuster. (1991)
- Schiff, Zeev. A history of the Israeli Army, 1874 to the present  New York: Macmillan. (1985)
- Schiff, Zeev; Yaari, Ehud.; Friedman, Ina. Israel's Lebanon war  New York: Simon and Schuster. (1984)
- Haber, Eitan; Schiff, Zeev; Yaari, Ehud. The year of the dove  New York: Bantam Books. (1979)
- Ben Porat, Yesha°yahu.; Haber, Eitan; Schiff, Zeev. Entebbe rescue  New York: Dell Pub. Co., New York: Delacorte Press. (1977)
- Fabian, Larry L.; Schiff, Zeev. Israelis speak about themselves and the Palestinians  New York: Carnegie Endowment for International Peace. (1977)
- Schiff, Zeev. October earthquake: Yom Kippur 1973  Tel Aviv: University Pub. Projects. (1974)
  - Шифф, Зеэв. Землетрясение в октябре. Изд. «Наша библиотека», 1975.
- Schiff, Zeev. A history of the Israeli Army (1870-1974)  San Francisco and New York: Straight Arrow Books. (1974)
- Schiff, Zeev; Rothstein, Raphael. Fedayeen; guerillas against Israel New York: McKay.  (1972)
- Schiff, Zeev. Wings over Suez (ВВС Израиля в Войне на истощение). (1970).